# La Bataille

La Bataille este o comună în departamentul Deux-Sèvres, Franța. În 2009 avea o populație de 78 de locuitori.